# Noramut
Noramut – wieś w Armenii, w prowincji Lorri. W 2011 roku liczyła 62 mieszkańców.